# Kozí Hřbety
Kozí Hřbety (deutsch Ziegenruck oder Ziegenrock) ist eine Siedlung, die zu Hranice in Tschechien gehört.

## Geografie
Der kleine Ort befindet sich zwei Kilometer westlich des Hauptortes Hranice, im Süden grenzt er an Waldland. Ebenfalls ist der Westteil der Anrainerschaften von Kozí Hřbety unbesiedelt. Im Norden, etwa einen Kilometer weit, liegt Trojmezí, ebenfalls ein Ortsteil von Hranice.

## Geschichte
Ziegenruck ist ein recht junger Ort, verglichen mit den anderen Ortschaften des Egerlandes, denn er wurde erst um 1900 als Ortsteil der damals selbstständigen Gemeinde Gottmannsgrün (heute Trojmezí) gegründet. Da Gottmannsgrün durch die Wirren des Zweiten Weltkrieges und vor allem durch die Vertreibung der Sudetendeutschen in puncto Bevölkerung sehr in Mitleidenschaft gezogen wurde, fiel das gesamte Gottmannsgrün nach dem Zweiten Weltkrieg an Roßbach, und seitdem ist Kozí Hřbety ein Ortsteil von Hranice.